# Rubus fabrimontanus
Rubus fabrimontanus — вид квіткових рослин родини трояндових (Rosaceae).

## Поширення
Поширення: Чехія, Данія, Німеччина, Польща, Швеція, Україна.
В Україні наводиться для Закарпатської області, але потребує підтвердження та західних рівнинних територій (Тернопільська обл.), дуже рідко